# Мирациноникс
Мирациноникс (лат. Miracinonyx) — род вымерших млекопитающих из семейства кошачьих, обитавших в Северной Америке.

## Виды
На данный момент известно о двух видах в составе рода:
- Miracinonyx trumani
- Miracinonyx inexpectatus

Порою также выделяют M. studeri, хотя чаще он расценивается просто как младший синоним M. trumani.

## Систематика
Точное положение в систематике современных кошачьих до конца не установлено. Ряд исследователей рассматривают виды Мирациноникс в составе рода Acinonyx. Возможно, является далёким родственником гепарда. В то же время вид Miracinonyx inexpectatus морфологически близок к пуме и, вероятно, является её предком.
Исследования митохондриальной ДНК показали, что мирацинониксы выработали адаптации, схожие с таковыми у гепарда, благодаря параллельной эволюции, но более родственны пумам, а не современному гепарду. Таким образом, предполагаемый американский предок современного гепарда остаётся сомнительным.

## Описание
Виды рода мирациноникс известны преимущественно по фрагментам скелетов. Возраст найденных ископаемых остатков колеблется от трёх миллионов до двухсот тысяч лет для вида Miracinonyx inexpectatus и от десяти до двадцати тысяч лет для вида Miracinonyx trumani.
Останки отличаются полностью втяжными когтями, тонкими и продолговатыми костями, подобными костям современного гепарда, укороченным черепом с увеличенными носовыми полостями и высоко расположенными зубами.
Miracinonyx trumani достигал размеров современного гепарда, его вероятной добычей были вилороги. Видимо, мирацинониксы нередко использовали «приём длинного прыжка» в финальной стадии погони.

## Вымирание
Как и другие хищники Америки, мирациноникс вымер из-за климатических изменений, истощения источников пищи и активности человека. Самые поздние его ископаемые экземпляры относятся к времени около 10 тысяч лет назад. Народные легенды в Мексике описывают подобное животное, якобы изредка встречающееся на севере Мексики  (см. https://en.wikipedia.org/wiki/Onza), но, как предполагают учёные, эти легенды приписываются существующей в Мексике, но намного более мелкой ягуарунди.